# San Lorenzo in Panisperna
San Lorenzo in Panisperna ou Igreja de São Lourenço em Panisperna, chamada também de San Lorenzo in Formoso , é uma igreja titular localizada na Via Panisperna em Roma, Itália, construída sobre o local que se acredita tradicionalmente ser onde foi martirizado São Lourenço.
O cardeal-presbítero do título de São Lourenço em Panisperna é Michael Michai Kitbunchu, arcebispo-emérito de Banguecoque.

## Nome
O termo "Panisperna" é provavelmente uma referência à tradição das clarissas do convento anexo de distribuirem pão e presunto ("pane e perna") no dia da festa de São Lourenço, 10 de agosto, uma lembrança de quando o santo distribuiu os bens da igreja aos pobres. Já "Formoso" é uma referência ao papa Formoso, que construiu a primeira igreja atestada no local.

## História
Segundo a tradição, o primeiro edifício no local foi construído ainda durante o reinado do imperador romano Constantino I, apenas 100 anos depois do martírio de São Lourenço, apesar de a primeira evidência escrita seja do ano 1300, quando o papa Bonifácio VIII reconstruiu a igreja e fundou uma abadia junto dela. A abadia foi entregue aos cuidados dos beneditinos em 1451 e às clarissas em 1896, desta vez por ordem do cardeal Jacopo Colonna, que também reformou a igreja e o mosteiro. Atualmente são os franciscanos que cuidam da igreja. No século V, esta igreja era uma das que o papa visitava no dia de seu título: a quinta feira da primeira semana da Quaresma, um costume que foi revivido pelos papas mais recentes.
A igreja atual é resultado da reconstrução por Carlo Rainaldi em 1575/6, durante o papado de Gregório XIII. Foi nesta época que ela ficou conhecida como "in Panisperna" ao invés de "in Formoso" e que a atual fachada foi construída. Um novo pórtico foi acrescentado no século XVII, que seria reformado e decorado com imagens de São Lourenço e São Francisco de Assis entre 1893 e 1894 pelo papa Leão XIII, que fora consagrado bispo ali em 1843. Leão também acrescentou a íngreme escadaria na frente da igreja, que leva a um pátio arborizado. Há uma estátua moderna de Santa Brígida da Suécia ali.
Uma casa medieval com sua própria escadaria está preservada perto da igreja, uma das poucas deste tipo ainda existentes em Roma.

## Interior
A igreja tem uma nave com três capelas de cada lado. Na primeira capela do lado direito (sul) estão uma pintura de "Santa Clara de Assis" (1756), de Antonio Nassi, e um afresco no teto sobre a "Glória de São Lourenço", de Antonio Bicchierai. A segunda capela abriga o túmulo dos irmãos e santos Crispin e Crispiniano e uma pintura de Giovanni Francesco Romano. Na última está uma "Imaculada Conceição" de Giuseppe Ranucci. Na primeira capela do lado esquerdo (norte) está uma "Stigmata de São Francisco", de Niccolò Lapiccola. A segunda é a Capela de Santa Brígida, o local onde ela esteve sepultada até seu corpo ser levado de volta para a Suécia. Brígida costumava implorar por esmolas para os pobres em frente à igreja e rezava muito perante o crucifixo que atualmente está no altar-mor. Atualmente uma mártir chamada Vitória está enterrada sob o altar da capela. A pintura de "Santa Brígida Rezando perante o Crucifixo" (1757) é de Giuseppe Montesanti. A última capela abriga um crucifixo romano do século XVIII.
Sob o pórtico está uma capela que abriga o forno que acredita-se ter sido utilizado para assassinar São Lourenço (que foi assado vivo numa grelha). Um afresco do final do século XVI, "Martírio de São Lourenço", de Pasquale Cati, está atrás do altar-mor, um pupilo medíocre de Michelângelo. O crucifixo no altar é do século XIV.

## Galeria

Imagens da igreja
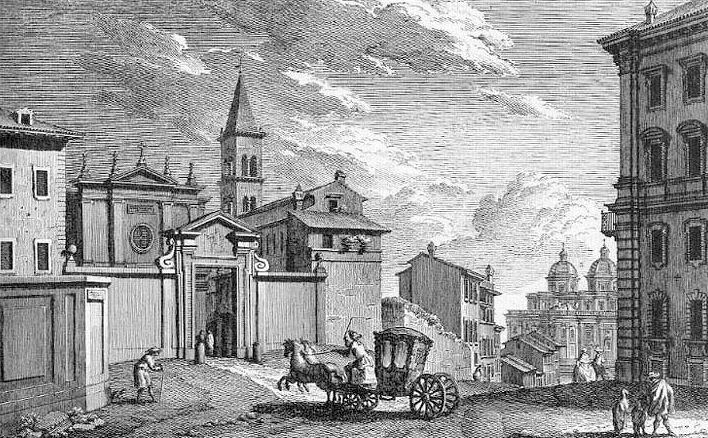
Gravura de Giuseppe Vasi (séc. XVIII)
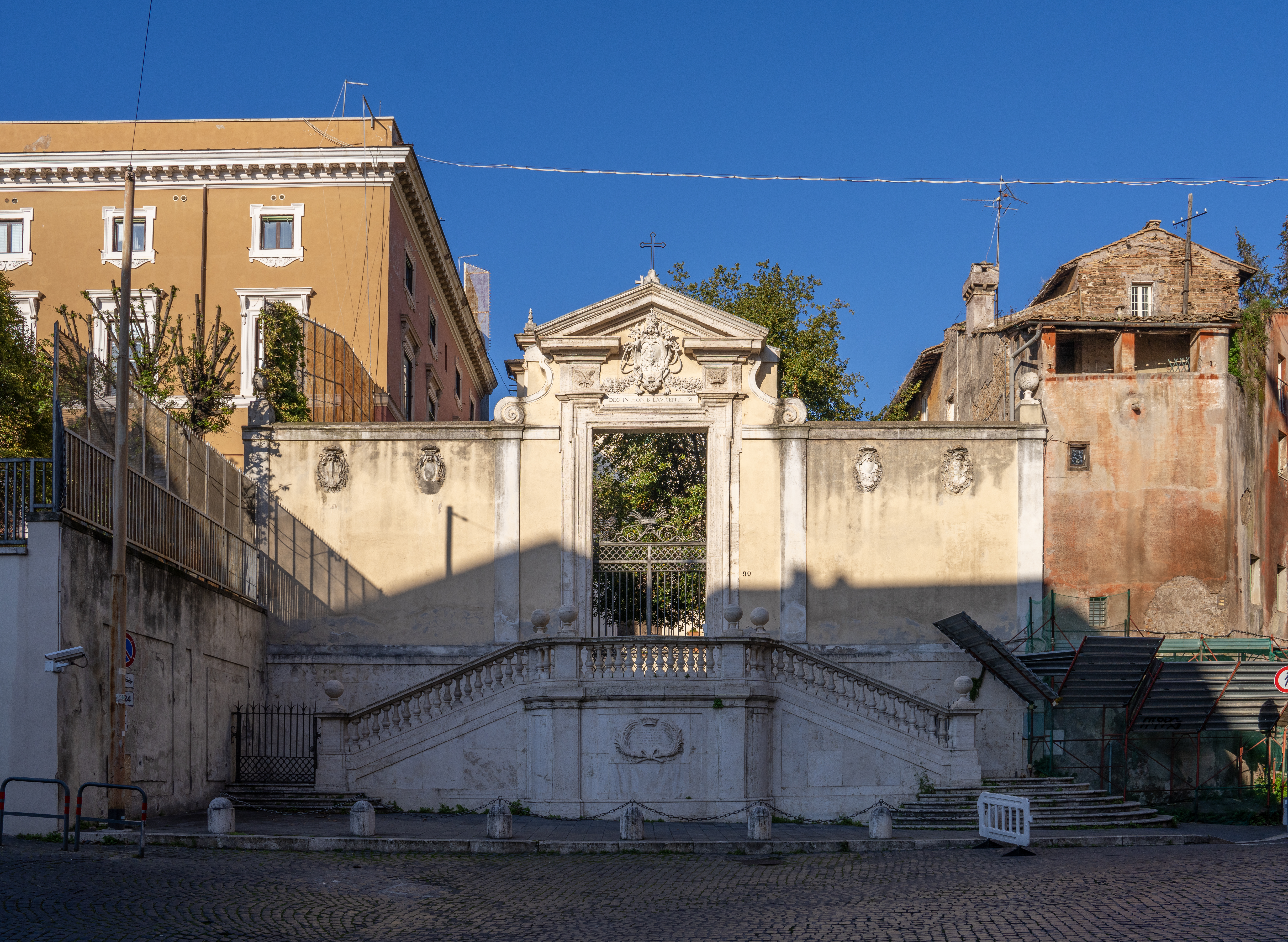
Escadaria de acesso
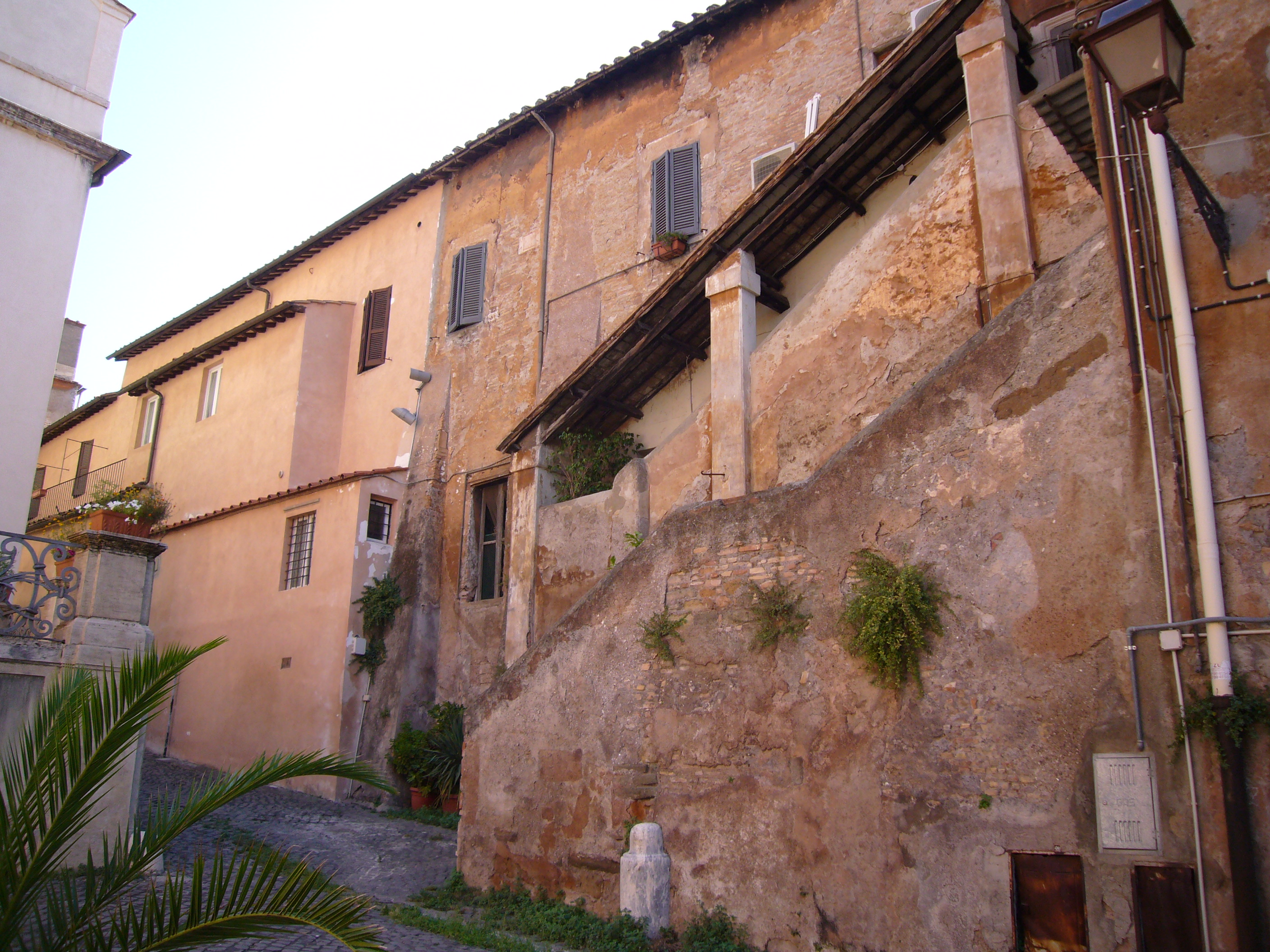
Pátio externo e a casa medieval preservada junto à igreja
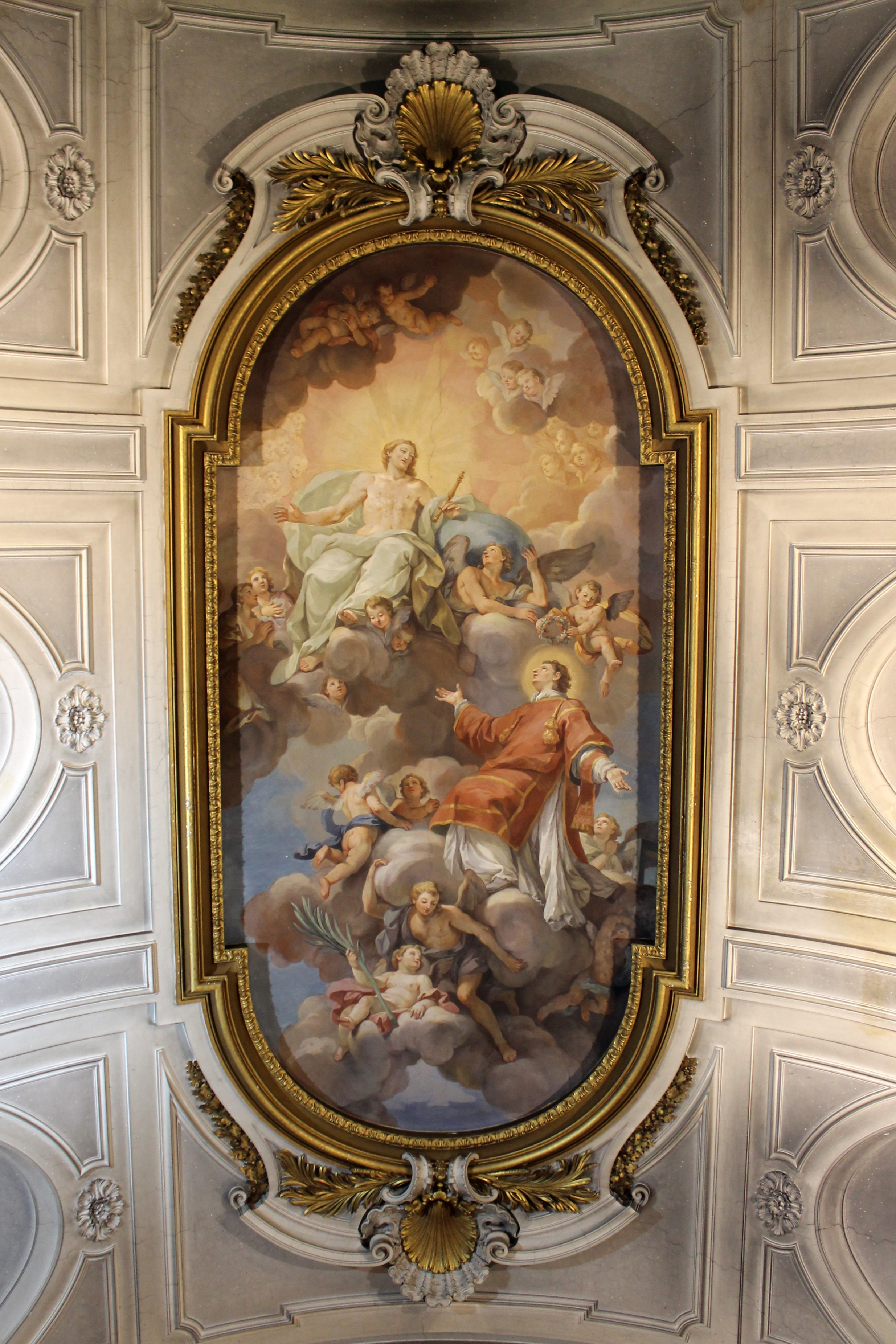
"Glória de São Lourenço", de Antonio Bicchierai, no teto de uma das capelas
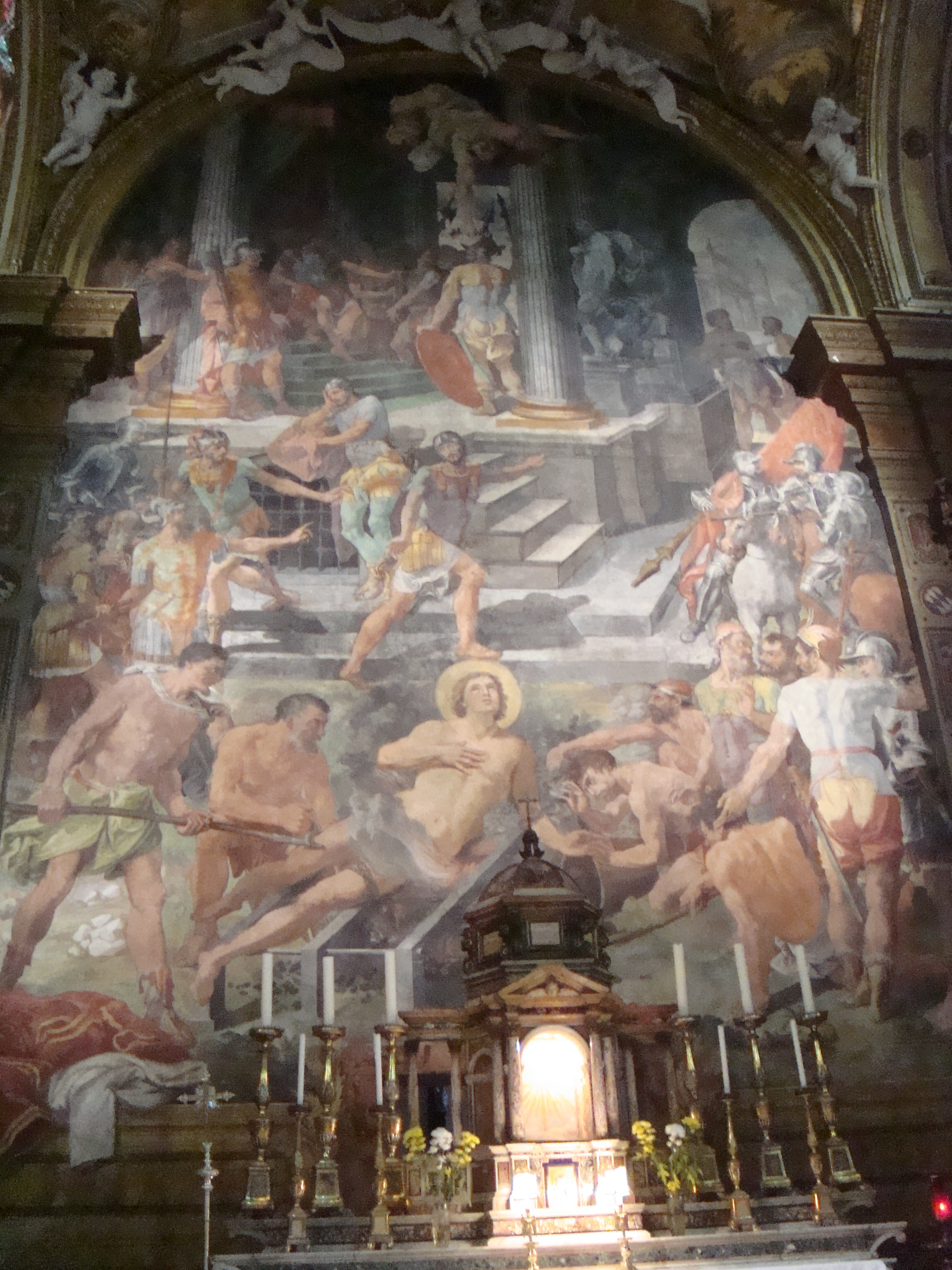
"Martírio de São Lourenço", de Pasquale Cati, no altar-mor